# Calle de Orellana
La calle de Orellana es una vía pública de la ciudad española de Madrid, situada en el barrio de Justicia, distrito Centro.

## Descripción
La vía discurre desde la plaza de Santa Bárbara hasta la calle del Marqués de la Ensenada. Recuerda con el título a Francisco de Orellana (1511-1546), explorador y conquistador natural de la localidad extremeña de Trujillo. Aparece descrita en Las calles de Madrid (1889) de Hilario Peñasco de la Puente y Carlos Cambronero con las siguientes palabras:

Orellana. Entre la plaza de Santa Bárbara y la calle del General Castaños. Es de apertura moderna. Francisco de Orellana fué un aventurero que acompañó á Pizarro en la conquista del Perú, siendo el primero que recorrió el río Amazonas en todo su curso el año 1540, según refiere Fray Gaspar de Carvajal en su Diario del viaje de Orellana. En los primeros tiempos de la conquista se llamó Orellana el citado río. De este capitán se conocen pocos datos biográficos, y sólo se sabe que murió hacia el año 1550.
(Peñasco de la Puente y Cambronero, 1889, p. 365)